# 永松幸乃
永松 幸乃（ながまつ ゆきの、1989年2月7日 - ）は、日本の元女子バレーボール選手。

## 来歴
福岡県北九州市出身。通学していた小学校にバレーボールクラブがあり、小学2年次よりバレーボールを始める。北九州高校を経て福岡大学に進学。2009年の全日本インカレでは3位入賞に貢献。
2011年にVプレミアリーグの日立リヴァーレに入部。2012-13のVチャレンジリーグではレギュラーセッターとして、チームの準優勝に貢献した。
2013年10月に、全日本に追加招集され、翌月のワールドグランドチャンピオンズカップで代表デビューを果たした。
2014年7月、日立リヴァーレを退部。

## 人物・エピソード
ニックネームの「ライ」は、「コートを照らすライト」より命名。
日立での当初の背番号は21番だった。

## 球歴
- 全日本代表：2013年[5]

## 受賞歴
第56回 全日本バレーボール大学女子選手権大会 MIP賞

## 所属チーム
- 北九州市立小石小学校（小石クラブ）
- 北九州市立向洋中学校
- 福岡県立北九州高等学校
- 福岡大学
- 日立リヴァーレ（2011-2014年）